# Mochlosoma rufipes
Mochlosoma rufipes là một loài ruồi trong họ Tachinidae.